# Нуова Казанова (Савона)
Нуова Казанова је насеље у Италији у округу Савона, региону Лигурија.
Према процени из 2011. у насељу је живело 38 становника. Насеље се налази на надморској висини од 271 м.